# Egyptian Premier League 1955/56
Die Egyptian Premier League 1955/56 war die 6. Saison der Egyptian Premier League, der höchsten ägyptischen Meisterschaft im Fußball. Meister wurde zum sechsten Mal in Folge al Ahly Kairo, es gab keinen Absteiger. Nicht mehr in der höchsten Spielklasse vertreten war Al-Sekka Al-Hadid, neu in der Liga waren Ittihad Suezs und El Mansoura SC.

## Teilnehmende Mannschaften
Folgende elf Mannschaften nahmen in der Saison 1955/56 an der Egyptian Premier League teil:
| Mannschaft             | Ort        | Stadion                             | Kapazität     |
| ---------------------- | ---------- | ----------------------------------- | ------------- |
| al Ahly Kairo          | Kairo      | Cairo International Stadium         | 74.100        |
| al-Ittihad Al-Sakndary | Alexandria | Alexandria Stadium                  | 13.660        |
| al-Masry               | Port Said  | Port-Said-Stadion                   | 22.000        |
| El-Olympi              | Alexandria | Alexandria Stadium                  | 13.660        |
| Al Teram               | Alexandria |                                     |               |
| al Zamalek SC          | Gizeh      | Cairo International Stadium         | 74,100        |
| El Mansoura SC         | al-Mansura | El Mansoura Stadium                 | 20.000        |
| Ismaily SC             | Ismailia   | Ismailia Stadium                    | 18.525        |
| Ittihad Suez           | Sues       | Suez Stadium                        | 27.000        |
| Olympic El Qanah FC    | Ismailia   | Ismailia Stadium Suez Canal Stadium | 18.525 10.000 |
| Tersana SC             | Gizeh      | Mit Okba Stadium                    | 15.000        |

## Modus
Alle zehn Mannschaften spielen je zweimal gegeneinander.

## Tabelle
| Pl.             | Verein                 | Sp. | S  | U  | N  | Tore    | Diff. | Punkte |
| --------------- | ---------------------- | --- | -- | -- | -- | ------- | ----- | ------ |
| 1.              | al Ahly Kairo (M)      | 20  | 12 | 4  | 4  | 043:200 | +23   | 28:12  |
| 2.              | al Zamalek SC (C)      | 20  | 10 | 7  | 3  | 031:150 | +16   | 27:13  |
| 3.              | Olympic El Qanah FC    | 20  | 10 | 6  | 4  | 024:220 | +2    | 26:14  |
| 4.              | al-Ittihad Al-Sakndary | 20  | 8  | 7  | 5  | 042:360 | +6    | 23:17  |
| 5.              | Ismaily SC             | 20  | 9  | 4  | 7  | 034:270 | +7    | 22:18  |
| 6.              | al-Masry               | 20  | 7  | 6  | 7  | 033:360 | −3    | 20:20  |
| 7.              | Ittihad Suez (N)       | 20  | 7  | 4  | 9  | 022:290 | −7    | 18:22  |
| 8.              | Tersana SC             | 20  | 4  | 8  | 8  | 022:310 | −9    | 16:24  |
| 9.              | El-Olympi              | 20  | 3  | 10 | 7  | 016:190 | −3    | 16:24  |
| 10.             | Al Teram               | 20  | 3  | 7  | 10 | 020:310 | −11   | 13:27  |
| 11.             | El Mansoura SC (N)     | 20  | 1  | 9  | 10 | 022:430 | −21   | 11:29  |
| Stand: Endstand |                        |     |    |    |    |         |       |        |

| (M) | Amtierender Meister     |
| (C) | Amtierender Pokalsieger |
| (N) | Neuaufsteiger           |